# Agata Jarecka
Agata Jarecka (ur. 1965 w Bydgoszczy) – polska wiolonczelistka i pedagog, profesor sztuki, prorektor ds. nauki i dydaktyki Akademii Muzycznej w Łodzi.

## Życiorys
W latach 1972–1984 kształciła się w Państwowym Zespole Szkół Muzycznych im. A. Rubinsteina w Bydgoszczy w klasie fortepianu i wiolonczeli. W 1980 roku zadebiutowała jako solistka w trakcie koncertu w Filharmonii Pomorskiej. W latach 1984–1989 studiowała w Akademii Muzycznej w Łodzi w klasie wiolonczeli u prof. S. Firleja, a w klasie kameralnej u profesorów Bronisława Hajna i Edwarda Przyłęckiego. W trakcie studiów była członkiem orkiestry kameralnej Pro Musica. W 1988 roku brała udział w praktykach studenckich w Rydze. W tym samym roku uczestniczyła w Międzynarodowym Kursie Muzycznym w Bayreuth w klasie mistrzowskiej prof. Uzi Wiesela oraz otrzymała stypendium Ministra Kultury i Sztuki. W 1989 roku zdobyła II Nagrodę w Międzyuczelnianym Konkursie Kameralnym w Łodzi. W 1991 roku rozpoczęła pracę w Państwowym Zespole Szkół Muzycznych im. A. Rubinsteina w Bydgoszczy, będąc w latach 1992–2008 kierownikiem sekcji wiolonczeli, gitary i kontrabasu. W latach 1994–1997 była asystentką w klasie wiolonczeli prof. S. Firleja, a w 2003 roku uzyskała habilitację w Akademii Muzycznej w Łodzi. W 2008 roku została mianowana profesorem nadzwyczajnym łódzkiej uczelni oraz dziekanem Wydziału Instrumentalnego. W latach 2012–2016 była prorektorem ds. nauki i rozwoju tej uczelni. Jest profesorem sztuki (2014). Od roku 2020 pełni funkcję prorektora ds. nauki i dydaktyki.
Została odznaczona Brązowym (2005) i Srebrnym (2024) Krzyżem Zasługi.

## Działalność artystyczna
W latach 1986–1989 była członkiem kwartetu smyczkowego Bara Kwartet, z którym koncertowała w RFN i ZSSR. W latach 1990–1993 była solistką Polskiej Filharmonii Kameralnej w Sopocie pod. dyr. W. Rajskiego. W 2000 roku koncertowała w kwartecie smyczkowym Con Brio, następnie (2001–2002) była solistką Opery Nova w Bydgoszczy.

## Nagrania muzyczne
- B.K. Przybylski 60 (2002)
- Jerzy Bauer – heterogeniczny (2006)